# NBSイブニング5:30
『NBSイブニング5:30』は、1985年4月7日から1990年4月1日まで長野放送で日曜夕方に放送されていたローカルワイドニュース番組（『FNNスーパータイム』の長野県ローカルパート扱い）。正式タイトルは『FNN NBSイブニング5:30』である。放送時間は毎週日曜 17:30 - 18:00 (JST) 。

## 概要
前番組『FNNニュースレポート5:30』の長野放送ローカルパートが全国パートとともに終了したのに伴い、替わって長野放送独自のタイトルを冠するこの番組がスタートした。『FNNスーパータイム』のローカルパートであると同時に、『NBSイブニング6:00』の日曜版という位置付けでもあった。番組はおよそ5年間にわたって放送され続けた。

## キャスター
- シフト勤務